# Jens Odlander

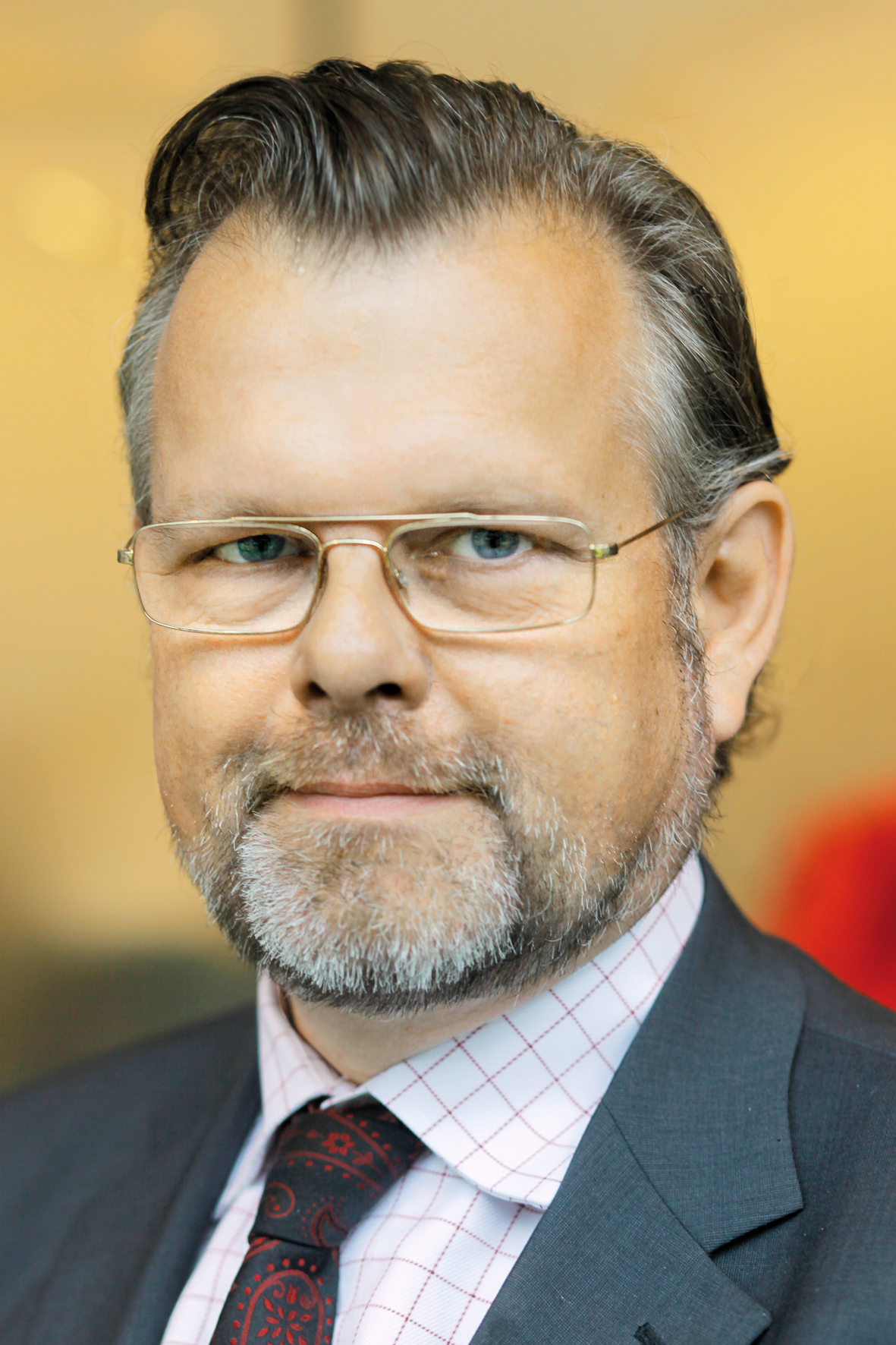

Jens Hertur Odlander, född 26 augusti 1963 i Stockholm, är en svensk diplomat och författare. 

## Biografi
Jens Odlander växte upp i New York, Nairobi och Stockholm. År 1982 gick han ut från Norra Real och blev därefter fil. kand. vid Stockholms universitet och Master of Science in Economics vid London School of Economics and Political Science, där han bland annat medverkade vid redaktionsrådet av Millennium Journal of International Studies. Han arbetade också som frilans vid Näringslivets presstjänst och Svenska Dagbladet.
Han kom till Utrikesdepartementet 1987 och tjänstgjorde inledningsvis i Tel Aviv och Köpenhamn.
Han var pressekreterare hos Europa- och handelsminister Mats Hellström vid folkomröstningen om svenskt medlemskap i Europeiska unionen 1994 och blev sedan diplomatisk rådgivare till EU:s valobservatörsmission till de första palestinska valen 1996. Odlander var presschef vid Utrikesdepartementet 1997–1999 och utsågs sedan till ambassadråd och chef för politiska avdelningen vid ambassaden i London 1999–2002. Åren 2002 till 2004 var han, under statsminister Göran Persson, sakkunnig vid statsrådsberedningen med ansvar för EU-frågor. Han arbetade bland annat med EU:s östutvidgning, europeisk säkerhetspolitik och EU:s fördragsändringar. Han samordnade den svenska folkomröstningen om Euron vid statsrådsberedningen.  
År 2004 öppnade Odlander Sveriges diplomatiska representation i Sudan och blivande Sydsudan i Khartoum med titeln minister och agerade i förhandlingar om konflikten i Darfur. Han bevittnade fredsavtalet mellan Sudan och SPLM-gerillan år 2005. Under åren 2006–2008 var han ambassadör och särskilt sändebud till den somaliska fredsprocessen, på grund av krigsläget i landet baserad i Nairobi. Från mars 2009 var Odlander Sveriges ambassadör i Addis Abeba och hos Afrikanska unionen. Hans årslånga arbete blev betydelsefullt för att få de i Etiopien fängslade journalisterna Martin Schibbye och Johan Persson fria. Denna process har Odlander beskrivit i boken Tyst diplomati utgiven 2014.
År 2013 utsågs han till generalkonsul i Istanbul där han särskilt engagerade sig för yttrandefriheten. Han arbetade också med problemet med resande jihadister från Sverige till Syrien.  
År 2016 anställdes Odlander som utrikespolitisk och säkerhetspolitisk rådgivare till statsminister Stefan Löfven. Han arbetade även med antiterroristrelaterade frågor liksom med försvarspolitik samt migrationspolitik. Under den utdragna regeringsbildningen 2018-19 vikarierade Odlander som statssekreterare vid Försvarsdepartementet. Sedan 2016 har Odlander arbetat med Asienfrågor, bland annat tillskapandet av Nationellt kunskapscentrum om Kina, samt Nato- och säkerhetspolitiska frågor i Östersjöregionen.   
År 2016 publicerades hans andra bok, romanen Jerikos murar som bland annat utspelar sig i Israel. Han beskriver sitt författarskap med att han skriver det han har levt. Han har även engagerat sig i företagsvärlden bland annat som styrelseledamot i Polar Kettle Club.   
Jens Odlander är son till journalisten Ingemar Odlander och Ingrid Odlander, född Månsson. Han har fyra barn.